# Kong Arthur
 For alternative betydninger, se Arthur (flertydig).
Kong Arthur var en legendarisk britisk leder fra det sene 5. og tidlige 6. århundrede, som ifølge middelalderhistorier og romaner ledede forsvaret af det romersk-keltiske England mod saxernes angreb i begyndelsen af det 6. århundrede. Detaljerne i Arthurs historie er hovedsagelig stykket sammen af folklore og digterisk fantasi, og hans historiske eksistens debatteres og bestrides af moderne historikere. Baggrunden for historierne er hentet fra forskellige kilder, herunder Annales Cambriae, Historia Brittonum og Gildas' De Excidio et Conquestu Britanniae. Arthurs omtales også i digtet Y Gododdin.
Den legendariske Arthur udvikledes i vid udstrækning af Geoffrey af Monmouths fantasifulde og opfindsomme Historia Regum Britanniae fra det 12. århundrede (De britiske kongers historie; afsluttet i 1138). Nogle walisiske og bretonske fortællinger og digte viser Arthur som stor kriger, der forsvarede landet mod overnaturlige fjender, andre som troldmand; undertiden forbundet med den walisiske Annwn. [5] Hvor meget Geoffreys Historia blev tilpasset tidligere kilder, og hvad han selv fandt på, er uvist.
Temaer og begivenheder i Arthur-legenden varierer meget fra tekst til tekst. Men der er ingen kanonisk udgave, selv om Geoffreys version af begivenhederne ofte ligger til grund for senere historier.
Geoffrey viser Arthur som konge af Storbritannien, der besejrede sakserne og herskede over Storbritannien, Irland, Island, Norge og Gallien.
- Mange elementer og hændelser, der nu er en fast del af Arthurs historie, vises allerede i Geoffreys Historia, herunder Arthurs far Uther Pendragon, hans mentor Merlin, hans dronning Guinevere, sværdet Excalibur, Arthurs fattelse på Tintagel, hans sidste kamp mod Mordred på Camlann og hans hvilested på øen Avalon.
- Men det var den franske forfatter fra det 12. århundrede Chrétien de Troyes, der tilføjede Lancelot, den hellige gral og den romantik, som blev en væsentlig del af riddertidens troubadourdigtning.

I de franske historier skifter fokus ofte fra Arthur til forskellige riddere af det runde bord. Arthur-litteraturen blomstrede i middelalderen men falmede i de næste århundreder, indtil den igen opblomstrede i det 19. århundrede. Midt i det 19. århundrede øste Richard Wagner af historierne til sine operaer Parsifal og Tristan (og Isolde). I det 21. århundrede lever legenden ikke kun i litteraturen, men også i teater, film, tv, tegneserier og andre medier.
Omkring Arthur voksede en sagnkreds med bl.a. hans rådgiver troldmanden Merlin, sværdet Excalibur, heksen Morgan le Fay (også kendt som Morgana) og hans ridderorden ridderne af det runde bord, der samles på kongeslottet Camelot.
I det 12. århundrede blev adskillige versioner nedskrevet i Frankrig og Tyskland med hovedvægten på Arthurs sidste tid, riddernes søgen efter den hellige gral, samt romancen mellem ridderen Lancelot og dronning Guinevere.
Persongalleriet er omfangsrigt, og af andre riddere kan nævnes Parsival, Tristan, Gawain, Galahad, Bors, Ector, Gaheris, Gareth, Lamorak, Sir Lionel, Bedivere, Mordred (søn af Arthur og hans halvsøster, Morgause), og Pellinore.
Arthur møder sit endeligt i kampen mod sin uægte søn Mordred; han bliver dødeligt såret og sejles til den mytiske ø Avalon, hvor han heles og lægges til hvile, for en dag at skulle rejse sig igen når Albion (de britiske øer) har brug for ham.

## Etymologi
Navnet Arthur er skotsk/keltisk/walisisk eller muligvis fra latin Artorius. På walisisk betyder Arthur heltebjørn. Ifølge skotsk/keltisk stammer navnet Arthur fra ordet artos som betyder bjørn. Artorius er et slægtsnavn der betyder ædel eller modig.

## Arthur i forskningen
Nogle forskere antager, at Arthur må have været af anglo-britisk afstamning og kan have levet sidst i det 5. århundrede eller først i det 6. århundrede. Nogle, heriblandt den britiske historiker og Arthur-forsker Geoffrey Ashe har identificeret ham som den romersk-britiske militærleder Riothamus, kaldet "bretonernes konge", der levede under den romerske kejser Anthemius.
Andre foreslår, at Arthur er Lucius Artorius Castus, der udførte så store militære bedrifter i det 2. århundrede, at det kan være husket flere hundrede år senere.
Atter andre mener, at han må betragtes som en halvvejs glemt, keltisk guddom, som er blevet omdigtet til en helteskikkelse, på samme måde som guden Lir blev til helten Lear. De samme forskere henviser til, at det var den keltiske romer Ambrosius Aurelianus, der anførte briterne i slaget ved Mons Badonicus.